# Байрак Дмитро Михайлович
Байрак Дмитро Михайлович (20 жовтня 1878, с. Гадинківці, Гусятинський повіт – д. і м. с. н.) — правник, старшина УГА. Брат сотника М. Байрака.

## Життєпис
Народився у селі Гадинківці (нині Гусятинського району Тернопільської області) в сім’ї селян. Навчався в гімназії в Тернополі, право студіював у Львівському університеті. Від 1904 був судовим урядником у різних містах Галичини.
В час ПСВ служив аудитором в австро-угорській армії, восени 1916 іменований поручником. Від 1918 – суддя окружного суду в Чорткові. До УГА  вступив у кінці 1918, служив у Чортківській ОВК; 1.03.1919 отримав військове звання сотника-судді. Влітку 1919 потрапив у польський полон, звільнений на поч. 1920.
Згодом працював нотарем, у  06.1934–09.1939 та від кін. 1941 – у Калуші.